# Драган Суџум
Драган Суџум (Бачка Паланка, 28. април 1978) је бивши српски рукометаш. Играо је на позицији левог крила.

## Каријера
Суџум је каријеру почео у екипи Синтелона из Бачке Паланке. Са овим клубом је играо до 2003. године и у том периоду је освојио Куп СР Југославије 1999. године. Након Синтелона 2003. године прелази у Партизан у којем проводи наредне две сезоне. Од 2005. до 2007. године је играо у Немачкој за екипу Либека да би се 2007. године вратио у Партизан. Са црно-белима је у сезони 2007/08. освојио Куп Србије. У сезони 2008/09. је играо за шпански клуб Октавио из Вига. Након играња у Шпанији враћа се у српски рукомет и потписује за Војводину. Са новосадским клубом је освојио Куп Србије за сезону 2010/11. Сезону 2012/13. је одиграо за Југовић из Каћа.
Као млад играч је дебитовао за репрезентацију СРЈ на Европску првенству 1998. године. Касније је играо за репрезентације СРЈ и СЦГ још на Светским првенствима 2003. и 2005. а био је члан тима и на Европском првенству 2006. године.